# هالدنوانگ
هالدنوانگ (به آلمانی: Haldenwang) یک شهر در آلمان است که در گونتسبورگ واقع شده‌است.